# تومازو کامپانلا
تومازو کامپانلا (ایتالیایی: Tommaso Campanella؛ ‏ تلفظ ایتالیایی: [tomˈmaːzo]؛ زاده ۵ سپتامبر ۱۵۶۸ درگذشته ۲۱ مهٔ ۱۶۳۹) فیلسوف اهل ایتالیا بود.